# 梁彌泰
梁彌泰，為南北朝時期宕昌國君主之一。梁彌博之子。
史籍中對彌泰之記錄頗為缺乏，只知根據《梁書》、《南史》的記載，彌泰繼彌博之位。
《梁書》中另有「大同七年，複授以父爵位。」等語，亦即大同七年時，南梁授彌泰以其父之爵位。按南梁大同七年，即為541年，惟該年據《資治通鑑》及《周書》的記載，宕昌國內係梁仚定死，由梁彌定繼位，因此有一說即認為，梁彌博即是梁仚定，梁彌泰即是梁彌定。